# Woo Sang-hyeok
Woo Sang-hyeok (hangeul: 우상혁; 23 aprile 1996) è un altista sudcoreano.

## Biografia
Nel luglio 2013, ai mondiali allievi di Donec'k, si laurea campione nel salto in alto con una misura di 2,20 m, davanti al cinese Bai Jiaxu (2,18 m) e al giamaicano Christoff Bryan (2,16 m).
L'anno seguente stabilisce un nuovo primato personale, saltando a 2,24 m ai mondiali juniores di Eugene; tale prestazione gli vale la medaglia di bronzo, alle spalle di Michail Akimenko e di Dzmitryj Nabokaŭ. 
Nell'agosto del 2016 partecipa ai Giochi olimpici di Rio de Janeiro, la sua prima rassegna a cinque cerchi, dove sfiora di poco l'accesso in finale uscendo a 2,26 m (per il maggior numero di errori).
Il 4 giugno 2017, nel corso di un meeting a Gimcheon, migliora il proprio personale a 2,30 m. Eguaglia tale misura l'8 luglio seguente, alla finale dei campionati asiatici di Bhubaneswar 2017, dove supera per la medaglia d'oro il favorito Zhang Guowei all'ultimo tentativo disponibile.
Woo non riesce però a brillare ai successivi mondiali di Londra 2017, venendo eliminato al turno eliminatorio dopo aver raggiunto a fatica i 2,22 m.
Il 20 marzo 2022 Woo vince la medaglia d'oro ai mondiali indoor di Belgrado con la misura di 2,34 m. Si ripete tre anni dopo ai mondiali indoor di Nanchino.

## Progressione

### Salto in alto
| Stagione | Misura | Luogo          | Data       | Rank. Mond. |
| -------- | ------ | -------------- | ---------- | ----------- |
| 2023     | 2,27 m | Doha           | 5-5-2023   |             |
| 2022     | 2,35 m | Eugene         | 18-7-2022  |             |
| 2021     | 2,35 m | Tokyo          | 1-8-2021   |             |
| 2020     | 2,30 m | Canberra       | 29-2-2020  |             |
| 2019     | 2,24 m | Sydney         | 6-4-2019   |             |
| 2019     | 2,24 m | Brisbane       | 23-3-2019  |             |
| 2018     | 2,28 m | Giacarta       | 27-8-2018  |             |
| 2018     | 2,28 m | Jeongseon      | 28-6-2018  |             |
| 2017     | 2,30 m | Bhubaneswar    | 8-7-2017   |             |
| 2017     | 2,30 m | Gimcheon       | 4-6-2017   |             |
| 2016     | 2,26 m | Rio de Janeiro | 14-8-2016  |             |
| 2015     | 2,24 m | Gwangju        | 10-7-2015  |             |
| 2014     | 2,24 m | Eugene         | 25-7-2014  |             |
| 2013     | 2,20 m | Donec'k        | 13-7-2013  |             |
| 2012     | 2,13 m | Taegu          | 13-10-2012 |             |
| 2012     | 2,13 m | Changwon       | 21-6-2012  |             |

### Salto in alto indoor
| Stagione | Misura | Luogo     | Data      | Rank. Mond. |
| -------- | ------ | --------- | --------- | ----------- |
| 2022/23  | 2,24 m | Astana    | 12-2-2023 |             |
| 2021/22  | 2,36 m | Hustopeče | 5-2-2022  |             |
| 2015/16  | 2,10 m | Doha      | 19-2-2016 |             |
| 2015/16  | 2,10 m | Lincoln   | 6-2-2016  |             |
| 2015/16  | 2,10 m | Manhattan | 23-1-2016 |             |
| 2013/14  | 2,21 m | Flagstaff | 21-2-2014 |             |

## Palmarès
| Anno | Manifestazione      | Sede           | Evento        | Risultato | Prestazione | Note                                     |
| ---- | ------------------- | -------------- | ------------- | --------- | ----------- | ---------------------------------------- |
| 2013 | Mondiali U18        | Donec'k        | Salto in alto | Oro       | 2,20 m      | Miglior prestazione personale            |
| 2014 | Mondiali U20        | Eugene         | Salto in alto | Bronzo    | 2,24 m      | Miglior prestazione personale            |
| 2014 | Giochi asiatici     | Incheon        | Salto in alto | 10º       | 2,20 m      |                                          |
| 2015 | Campionati asiatici | Wuhan          | Salto in alto | 10º       | 2,10 m      |                                          |
| 2015 | Universiadi         | Gwangju        | Salto in alto | 5º        | 2,24 m      | Miglior prestazione personale stagionale |
| 2016 | Asiatici indoor     | Doha           | Salto in alto | 12º       | 2,10 m      |                                          |
| 2016 | Giochi olimpici     | Rio de Janeiro | Salto in alto | 22º (q)   | 2,26 m      |                                          |
| 2017 | Campionati asiatici | Bhubaneswar    | Salto in alto | Oro       | 2,30 m      | Miglior prestazione personale            |
| 2017 | Mondiali            | Londra         | Salto in alto | 25º (q)   | 2,22 m      |                                          |
| 2017 | Universiadi         | Taipei         | Salto in alto | 8º        | 2,20 m      |                                          |
| 2018 | Giochi asiatici     | Giacarta       | Salto in alto | Argento   | 2,28 m      |                                          |
| 2019 | Campionati asiatici | Doha           | Salto in alto | 7º        | 2,19 m      |                                          |
| 2021 | Giochi olimpici     | Tokyo          | Salto in alto | 4º        | 2,35 m      | Record nazionale                         |
| 2022 | Mondiali indoor     | Belgrado       | Salto in alto | Oro       | 2,34 m      |                                          |
| 2022 | Mondiali            | Eugene         | Salto in alto | Argento   | 2,35 m      | =                                        |
| 2023 | Asiatici indoor     | Astana         | Salto in alto | Argento   | 2,24 m      |                                          |
| 2023 | Campionati asiatici | Bangkok        | Salto in alto | Oro       | 2,28 m      |                                          |
| 2023 | Mondiali            | Budapest       | Salto in alto | 6°        | 2,29 m      |                                          |
| 2023 | Giochi asiatici     | Hangzhou       | Salto in alto | Argento   | 2,33 m      |                                          |
| 2024 | Mondiali indoor     | Glasgow        | Salto in alto | Bronzo    | 2,28 m      |                                          |
| 2024 | Giochi olimpici     | Parigi         | Salto in alto | 7º        | 2,27 m      |                                          |
| 2025 | Mondiali indoor     | Nanchino       | Salto in alto | Oro       | 2,31 m      | Miglior prestazione personale stagionale |

## Altre competizioni internazionali
2023
- Vincitore della Diamond League nella specialità del salto in alto